# Brian Griffiths
Brian Griffiths (Stratford-Upon-Avon, Reino Unido, em 1968) é um artista visual, vive e trabalha em Londres. Ele produz colagens tridimensionais, utiliza-se de uma vasta gama de fontes incluindo textos antigos, móveis dos anos 50 e 60, restos de linóleo cortado e poliestireno.
Seus trabalhos mais conhecidos são as reconstruções em tamanho real de estações de trabalho de computadores. e da Camberwell College of Arts.